# Macho y hembra
Macho y hembra es una película venezolana de 1984 dirigida por Mauricio Walerstein. Se proyectó en Festival de Cine de San Sebastián en 1985.

## Sinopsis
En la Venezuela de 1973, en plena euforia del auge petrolero, Ana, Daniel y Alicia inician una compleja relación amorosa a tres bandas. Ana, delicada y sensible; Daniel, rebelde y desafiante; y Alicia, intensa y apasionada, exploran nuevas formas de relacionarse en un juego de poder dentro de sus vínculos afectivos. Durante una década, permanecen juntos mientras el país a su alrededor se transforma, volviéndose más frívolo y superficial, influyendo también en sus propias vidas.
A medida que el tiempo avanza, las modas cambian, las nostalgias se desvanecen y conceptos como el erotismo, la amistad y la libertad se tornan más difíciles de sostener. Las opciones políticas se diluyen y las pasiones se desgastan. En este triángulo, los roles de dominio y sumisión no siguen una lógica convencional: tanto Daniel como Alicia ejercen control, mientras que Ana asume un papel de sometimiento. Finalmente, es ella quien, al quedar sola, reflexiona con lucidez y ternura sobre lo vivido con sus amigos y amantes.
Por su parte, Alicia y Daniel, quienes en su juventud desafiaban el sistema, terminan adaptándose a la misma sociedad que antes rechazaban, sin cuestionar demasiado su evolución. Pero el futuro sigue abierto: ¿habrá una nueva oportunidad para ellos? Tal vez lo intenten de nuevo.

## Producción
La película fue dirigida por Mauricio Walerstein, quien también coescribió el guion junto a Iraida Tapias. La música estuvo a cargo de Alejandro Blanco Uribe, y la dirección de fotografía fue realizada por Mario Robles Godoy. El tema principal pertenece al cantautor venezolano Ilan Chester.

## Reparto
- Orlando Urdaneta como Daniel
- Elba Escobar como Ana
- Irene Arcila como Alicia
- Saúl Arocha
- Mirtha Borges
- Rubén Martín
- Berta Moncayo
- Guillermo Montiel
- Gustavo Meléndez
- Martín Pacheco
- Francis Rueda
- Jimmy Verdum
- Liliana Durán
- Rubens de Falco

## Temas
La película explora las complejas relaciones personales y los conflictos de género en la sociedad venezolana de la época. A través de sus personajes, aborda temas como el poliamor, los celos y el feminismo.